# アンチトロンビン欠乏症
アンチトロンビン欠乏症（アンチトロンビンIII欠乏症、AT欠乏症、英: antithrombin III deficiency）は、遺伝的または後天的要因によってアンチトロンビン（AT）が欠乏する疾患である。先天性AT欠乏症は希少遺伝疾患であり、再発性の静脈血栓塞栓症や肺血栓塞栓症、反復性の子宮内胎児死亡（IUFD）が生じた際に明らかとなるのが一般的である。先天性AT欠乏症は血液凝固が亢進した状態をもたらし、静脈血栓につながる可能性がある。通常は常染色体優性形式で遺伝するが、劣性遺伝症例もいくつか記載されている。この疾患は1965年にEgebergによって初めて記載された。後天的要因によるAT欠乏症は、先天性欠乏症よりもはるかに一般的である。
一般集団におけるAT欠乏症の有病率は0.02–0.2％、静脈血栓塞栓症患者では1–5％と推計されている。AT欠乏症患者は血栓症の発症リスクが高く、患者の50%が50歳までに静脈血栓塞栓症を発症することが知られている。

## 診断
次のような患者は、AT欠乏症が臨床的に疑われる。1. 再発性の静脈塞栓血栓症、2. 小児の血栓症、3. 妊娠中の血栓症。AT活性の検査により、70%以下であった場合に欠乏症であることが確認される。欠乏症は遺伝的素因が原因となるほか、急性血栓症、播種性血管内凝固症候群、肝疾患、ネフローゼ症候群、アスパラギナーゼを用いた治療、経口避妊薬/エストロゲンの使用といった後天的要因も原因となる。さらなる評価のため、アンチトロンビンをコードするSERPINC1遺伝子に関する遺伝子検査が行われる場合がある。

## 管理
AT欠乏症患者に対する抗凝固治療においては、未分画ヘパリンに対する抵抗性が、特に持続注入を行った場合に生じる可能性がある。大量の未分画ヘパリン（35000 U/日以上など）が必要となる場合には、抵抗性が生じる傾向にある。アンチトロンビン濃縮製剤による補充が利用されているが、大量の未分画ヘパリンを使用している場合には出血のリスクを伴う。低分子量ヘパリンは有効であるが、抗Xa因子活性測定は実際の抗凝固効果を反映していない可能性がある。ビタミンK拮抗薬のほか、Xa阻害剤やトロンビン阻害剤などの直接経口抗凝固薬も利用されているが、これらのデータは限定的である。